# Бальпрат
Бальпра́т (кат. Bellprat) - муніципалітет, розташований в Автономній області Каталонія, в Іспанії. Код муніципалітету за номенклатурою Інституту статистики Каталонії - 80214. Знаходиться у районі (кумарці) Анойя (коди району - 06 та AI) провінції Барселона, згідно з новою адміністративною реформою перебуватиме у складі Центральної баґарії (округи). 

## Населення
Населення міста (у 2007 р.) становить 93 особи (з них менше 14 років - 8,6%, від 15 до 64 - 68,8%, понад 65 років - 22,6%). У 2006 р. народжуваність склала 0 осіб, смертність - 1 особа, зареєстровано 0 шлюбів. У 2001 р. активне населення становило 49 осіб, з них безробітних - 0 осіб.

Серед осіб, які проживали на території міста у 2001 р., 84 народилися в Каталонії (з них 64 особи у тому самому районі, або кумарці), 3 особи приїхали з інших областей Іспанії, а 3 особи приїхали з-за кордону. 

Університетську освіту має 14% усього населення. 

У 2001 р. нараховувалося 29 домогосподарств (з них 31% складалися з однієї особи, 13,8% з двох осіб,17,2% з 3 осіб, 10,3% з 4 осіб, 17,2% з 5 осіб, 3,4% з 6 осіб, 3,4% з 7 осіб, 3,4% з 8 осіб і 0% з 9 і більше осіб).

Активне населення міста у 2001 р. працювало у таких сферах діяльності : у сільському господарстві - 30,6%, у промисловості - 20,4%, на будівництві - 10,2% і у сфері обслуговування - 38,8%. 

 У муніципалітеті або у власному районі (кумарці) працює 26 осіб, поза районом - 33 особи.

### Безробіття
У 2007 р. нараховувалося 3 безробітних (у 2006 р. - 1 безробітний), з них чоловіки становили 33,3%, а жінки - 66,7%.

## Економіка

### Підприємства міста

#### Сфера послуг
| \| Підприємства міста, що працюють у сфері послуг, за діяльністю \| Підприємства міста, що працюють у сфері послуг, за діяльністю \| Підприємства міста, що працюють у сфері послуг, за діяльністю \| \| Рік \| 2002 р. \| 2001 р. \| \| ------------------------------------------------------------- \| ------------------------------------------------------------- \| ------------------------------------------------------------- \| \| Гуртова торгівля \| 50% \| 100% \| \| Готелі та готельний бізнес \| 0% \| 0% \| \| Транспорт та зв'язок \| 0% \| 0% \| \| Посередницькі фінансові послуги \| 0% \| 0% \| \| Послуги підприємствам \| 0% \| 0% \| \| Послуги фізичним особам \| 50% \| 0% \| \| Нерухомість та ін. \| 0% \| 0% \| \| Усього підприємств \| 2 \| 1 \| |         |         |
| Підприємства міста, що працюють у сфері послуг, за діяльністю |         |         |
| Рік | 2002 р. | 2001 р. |
| Гуртова торгівля | 50%     | 100%    |
| Готелі та готельний бізнес | 0%      | 0%      |
| Транспорт та зв'язок | 0%      | 0%      |
| Посередницькі фінансові послуги | 0%      | 0%      |
| Послуги підприємствам | 0%      | 0%      |
| Послуги фізичним особам | 50%     | 0%      |
| Нерухомість та ін. | 0%      | 0%      |
| Усього підприємств | 2       | 1       |

## Житловий фонд
У 2001 р. 0% усіх родин (домогосподарств) мали житло метражем до 59 м2, 13,8% - від 60 до 89 м2, 10,3% - від 90 до 119 м2 і
75,9% - понад 120 м2.

З усіх будівель у 2001 р. 3,4% було одноповерховими, 44,1% - двоповерховими, 52,5
% - триповерховими, 0% - чотириповерховими, 0% - п'ятиповерховими, 0% - шестиповерховими,
0% - семиповерховими, 0% - з вісьмома та більше поверхами.

## Автопарк
| \| Автомобілі, зареєстровані у місті, за призначенням \| Автомобілі, зареєстровані у місті, за призначенням \| Автомобілі, зареєстровані у місті, за призначенням \| \| Рік \| 2006 р. \| 2005 р. \| \| -------------------------------------------------- \| -------------------------------------------------- \| -------------------------------------------------- \| \| Приватні автомобілі \| 65,4% \| 67,7% \| \| Мотоцикли \| 3,8% \| 3,2% \| \| Вантажівки \| 28,8% \| 26,9% \| \| Трактори \| 0% \| 0% \| \| Автобуси та ін. \| 1,9% \| 2,2% \| \| Усього автомобілів \| 104 шт. \| 93 шт. \| |         |         |
| Автомобілі, зареєстровані у місті, за призначенням |         |         |
| Рік | 2006 р. | 2005 р. |
| Приватні автомобілі | 65,4%   | 67,7%   |
| Мотоцикли | 3,8%    | 3,2%    |
| Вантажівки | 28,8%   | 26,9%   |
| Трактори | 0%      | 0%      |
| Автобуси та ін. | 1,9%    | 2,2%    |
| Усього автомобілів | 104 шт. | 93 шт.  |

## Вживання каталанської мови
У 2001 р. каталанську мову у місті розуміли 100% усього населення (у 1996 р. - 100%), вміли говорити нею 96,7% (у 1996 р. - 
94,3%), вміли читати 93,3% (у 1996 р. - 92%), вміли писати 70
% (у 1996 р. - 55,2%). Не розуміли каталанської мови 0%.

## Політичні уподобання
У виборах до Парламенту Каталонії у 2006 р. взяло участь 57 осіб (у 2003 р. - 51 особа). Голоси за політичні сили розподілилися таким чином:
| \| Вибори до Парламенту Каталонії \| Вибори до Парламенту Каталонії \| Вибори до Парламенту Каталонії \| \| Рік \| 2006 р. \| 2003 р. \| \| -------------------------------------- \| ------------------------------ \| ------------------------------ \| \| Конвергенція та Єднання (CiU) \| 52,6% \| 62,7% \| \| Соціалістична партія Каталонії (PSC) \| 17,5% \| 11,8% \| \| Народна партія (PP) \| 8,8% \| 9,8% \| \| Ініціатива за зелену Каталонію (IC) \| 0% \| 2% \| \| Республіканська лівиця Каталонії (ERC) \| 21,1% \| 13,7% \| \| Громадянська партія (C's) \| 0% \| 0% \| \| Інші \| 0% \| 0% \| |         |         |
| Вибори до Парламенту Каталонії |         |         |
| Рік | 2006 р. | 2003 р. |
| Конвергенція та Єднання (CiU) | 52,6%   | 62,7%   |
| Соціалістична партія Каталонії (PSC) | 17,5%   | 11,8%   |
| Народна партія (PP) | 8,8%    | 9,8%    |
| Ініціатива за зелену Каталонію (IC) | 0%      | 2%      |
| Республіканська лівиця Каталонії (ERC) | 21,1%   | 13,7%   |
| Громадянська партія (C's) | 0%      | 0%      |
| Інші | 0%      | 0%      |